# Gifford Pinchot
Gifford Pinchot, född 11 augusti 1865 i Simsbury i Connecticut, död 4 oktober 1946 i New York, var en amerikansk politiker. Han var chef för United States Forest Service 1905–1910 och Pennsylvanias guvernör 1923–1927 samt 1931–1935. Han var en framstående progressiv politiker under partiets korta verksamhetsperiod 1912–1916 och valdes sedan två gånger till Pennsylvanias guvernör som republikan.
Pinchot inledde 1885 studierna vid Yale University men på den tiden var det inte möjligt att studera skogsvetenskap i USA, något som Pinchot helst ville göra. Efter studierna vid Yale åkte Pinchot till Nancy i Frankrike för ett års studier i ämnet. År 1898 blev han utnämnd till chef för skogsavdelningen på inrikesdepartementet. United States Forest Service grundades år 1905 med Pinchot som chef och nu underställdes skogsfrågorna jordbruksdepartementet. Pinchot avsattes år 1910 av William Howard Taft som hade efterträtt Theodore Roosevelt på presidentposten. Avskedandet av Pinchot var en viktig orsak till att republikanerna splittrades i presidentvalet i USA 1912. Pinchot stödde Roosevelt och naturskyddsfrågan var central för det progressiva utbrytarpartiet. Efter Roosevelts förlust i presidentvalet 1912 och Pinchots förlust i senatsvalet 1914 var det svårt att hålla partiet ihop. År 1916 upphörde man med partiverksamheten trots att Pinchot hade varit en av de mest ivriga att fortsätta. Han återvände sedan till republikanerna.
Pinchot vann guvernörsvalet i Pennsylvania 1922 men kunde inte ställa upp till omval för att Pennsylvanias konstitution omöjliggjorde omvalet av en sittande guvernör. Däremot kunde han ställa upp igen i guvernörsvalet 1930 som han vann och under den andra ämbetsperioden fortsatte han med det reformarbete som han hade inlett under den första ämbetsperioden. Pinchots hustru Cornelia Bryce Pinchot ställde upp utan framgång i republikanernas primärval inför guvernörsvalet 1934. Hustrun, som var en aktiv kvinnosakskämpe, kandiderade tre gånger till USA:s representanthus, men lyckades aldrig bli invald. Ändå hade hustruns inflytande bland de kvinnliga väljarna varit av stor betydelse för Pinchots kampanjer. Pinchot avled i leukemi år 1946 på Manhattan och gravsattes på Milford Cemetery i Milford i Pennsylvania.